# Another Day (Dream Theater)
Another Day is een nummer van de Amerikaanse progressieve metalband Dream Theater uit 1993. Het is de vierde en laatste single van hun tweede studioalbum Images and Words.
"Another Day" is een rockballad, en ook een stuk rustiger dan de meeste andere nummers van Dream Theater, ondanks dat er wel hardrockinvloeden in zitten. Het nummer gaat over de vader van Dream Theater-gitarist John Petrucci, die leed aan kanker en daar later ook aan stierf. Het nummer is nooit echt een hit geworden, en heeft ook nergens hitlijsten behaald.
De saxofoonsolo en -outro in het nummer wordt gespeeld door Jay Beckenstein, die destijds eigenaar was van de BearTrack Studios waar dit nummer is opgenomen.